# Programa de trabajadores invitados
Un programa de trabajadores invitados permite a los trabajadores extranjeros que residen y trabajan temporalmente en un país de acogida. Los trabajadores huéspedes suelen realizar trabajo agrícola, industrial o doméstico bajamente o semi-cualificados en los países con escasez de mano de obra y vuelven a casa una vez que su contrato haya expirado.
Mientras que los trabajadores migrantes pueden moverse dentro de un país para encontrar trabajo (como en el caso de la Alemania contemporánea), los programas de trabajadores emplean a trabajadores de áreas fuera del país de acogida. Los trabajadores huéspedes no son considerados inmigrantes permanentes debido a la naturaleza temporal de sus contratos.
En los Estados Unidos se han hecho esfuerzos en los programas de trabajadores durante muchos años. Estos incluyen el Programa Bracero, promulgada durante la Segunda Guerra Mundial, los intentos de la administración de George W. Bush y el programa H-2 visa actual. Sin embargo, los intentos de mejorar los programas están en curso y se han debatido vigorosamente. Mientras que los programas de trabajadores de los Estados Unidos no se centran explícitamente en ninguna nacionalidad en concreto, estos planes suelen centrarse en la mano de obra de México, debido a la frontera compartida entre ambos países, la disparidad económica entre Estados Unidos y México y la historia de los programas entre los países.

## Historia de los programas en Estados Unidos

### El Programa Bracero
El Programa Bracero (1942-1964) fue un acuerdo de importación de trabajadores temporales entre Estados Unidos y México. Inicialmente creado  como un procedimiento de emergencia para aliviar la escasez de mano de obra durante la guerra, el programa de 1942 de hecho se prolongó hasta 1964, trayendo aproximadamente 4,5 millones de trabajadores legales mexicanos a los Estados Unidos durante su vida.
El Programa Bracero se expandió durante la década de 1950, la admisión de más de 400 mil trabajadores mexicanos para el empleo temporal al año hasta el 1959, cuando los números comenzaron un declive constante. Aunque la inmigración ilegal fue una preocupación tanto para los Estados Unidos como para México, el Programa Bracero fue visto como una solución parcial al aumento de las entradas de los trabajadores indocumentados.
Bajo el programa, el empleo agrícola total aumentó, el empleo campesino nacional disminuyó y el salario agrícola disminuyó. Las críticas han señalado abusos generalizados del programa: los trabajadores tenían un diez por ciento de sus salarios retenidos de las pensiones previstas, pero el dinero a menudo nunca era devuelto. Los trabajadores también se les daba DDT en las estaciones fronterizas y a menudo eran colocados en condiciones de alojamiento consideradas por la Agencia de Servicios Agrícolas "sumamente inadecuadas". Otros investigadores que entrevistaron a los trabajadores han puesto de relieve algunos de los aspectos más positivos del programa, incluyendo los salarios potenciales más altos que un bracero podía ganar en los Estados Unidos. Debido en gran parte a la creciente oposición de los sindicatos y de los grupos sociales, el programa llegó a su fin en 1964.

### Programa H-2

#### Visión general
A diferencia del Programa Bracero basado en la agricultura, en el Programa H-2 Visa ofrece oportunidades tanto agrícolas como no agrícolas para los trabajadores huéspedes en Estados Unidos. A pesar de que ambos programas coexistieron en 1950, el programa H-2 empleaba trabajadores invitados en una escala mucho menor, permitiendo al programa escapar de algunas de las críticas hecha al Programa Bracero.
El programa H-2 es una visa no inmigrante otorgado de carácter temporal a la "mano de obra poco calificada" en los Estados Unidos. La Ley de Inmigración y Nacionalidad (INA por sus siglas en inglés), también conocida como la Ley McCarran-Walter, creó el programa en 1953. Esta ley estableció un cupo de (no) inmigrantes de cada país en función de su población de los Estados Unidos en 1920. Más tarde, en 1986, la Reforma y Control de Inmigración Ley (IRCA) lo dividieron en H-2A y H-2B. Ambos programas son administrados a través de la Administración de Capacitación en el Empleo (ETA), del Departamento de Trabajo y el Servicio de Ciudadanía e Inmigración de los Estados Unidos (USCIS) del Departamento de Seguridad Nacional de los Estados Unidos (DHS).

#### H-2A vs H-2B
El programa H-2A es un programa que permite a los propietarios de fincas para solicitar al Departamento de Trabajo para traer trabajadores poco calificados para el trabajo agrícola. El programa H-2B es para todos los trabajos no agrícolas. En ambos casos, este trabajo debe ser temporal; sin embargo, para calificar para el programa H2-A el trabajo debe también ser estacional. El visado que se adquiere por el trabajador es bueno para, como máximo, un año. Sin embargo, es posible renovar el visado por hasta un total de tres años.

#### Titulación/Aplicación
Para tener derecho a la aplicación de ambos programas, hay dos componentes esenciales que deben cumplirse por parte del empleador. Después de que se cumplen las dos calificaciones, un empleador puede aplicar al programa para los trabajadores.
- No deben haber "trabajadores estadounidenses capaces, dispuestos y cualificados" [11][10] suficientes para el puesto.
- El empleo de los no inmigrantes "no afectará adversamente los salarios y las condiciones laborales de los trabajadores estadounidenses empleados de manera similar." [11][10]

### Los intentos fallidos de reforma legislativa
Legislación sobre trabajadores huéspedes más introducidos durante la 105 en el Congreso número 110 sólo discute la reforma del programa H-2A. Disposiciones de reforma, que incluye una vía para que los trabajadores invitados pudieron obtener la residencia permanente legal, no fueron promulgadas como ley. Debates sobre políticas de trabajadores invitados en 2001 entre el presidente George W. Bush y el presidente mexicano Vicente Fox se interrumpieron después de los ataques terroristas del 9/11 contra las Torres Gemelas.
El 7 de enero de 2004, el Presidente Bush reafirmó su deseo de que la reforma de programa de trabajadores huéspedes y puso adelante los planes para su ejecución, conocido como el programa de Reforma Migratoria Justa y Segura. Según la Casa Blanca el secretario de prensa, este programa distribuido cinco objetivos políticos específicos:
- La protección de la patria mediante la protección de nuestras fronteras: el programa debe incluir esfuerzos para controlar la frontera con Estados Unidos a través de acuerdos con los países participantes.
- Sirva la economía estadounidense, haciendo coincidir un trabajador dispuesto con un empleador dispuesto: el programa debe conectar de manera eficiente los posibles trabajadores con los empleadores en el mismo sector.
- Promover la compasión: el programa debe proporcionar una tarjeta de trabajador temporal a los trabajadores indocumentados que les re-entrada en los Estados Unidos durante los tres años permite.
- Proporcionar incentivos para regresar al país de origen: el programa debe exigir a los trabajadores a volver a sus países de origen después de su período de trabajo ha terminado.
- La protección de los derechos de los inmigrantes legales: el programa no debe estar conectada con la obtención de una tarjeta verde.

El programa también contiene elementos específicos de la agenda para la reforma de los programas de trabajadores invitados que ya están en vigor. Estos son:
- Los empleadores deben hacer todo esfuerzo razonable para cubrir un puesto con los trabajadores estadounidenses primero.
- Aplicación contra las empresas que contraten inmigrantes ilegales se incrementará.
- Estados Unidos trabajará con otros países para que los trabajadores invitados incluyen en los planes de jubilación de su país de origen.
- Los que están en el programa pueden solicitar la ciudadanía, pero no se le dará ninguna preferencia y entrará en el extremo de la línea.
- Un aumento razonable en el número de inmigrantes legales en los Estados Unidos.

El programa propuesto no incluía un mecanismo de legalización permanente de trabajadores invitados. Bill S.2611, aprobada por el Senado en mayo de 2006, incluye disposiciones para un programa de trabajadores siguiendo las directrices generales del plan propuesto por el presidente Bush. Ninguna acción adicional en el proyecto de ley, sin embargo, fue tomada por la Cámara, lo que permite la ley para ser derrotado.
La Ley de Reforma Integral de Inmigración de 2007 fue presentado por el senador Harry Reid. Hubiera creado un nuevo tipo de visa para los trabajadores temporales, lo que les permite permanecer en el país durante dos años. No pudo pasar, algunos atribuyen la derrota del proyecto de ley para la modificación aprobada, que habría puesto fin al programa después de cinco años, lo que lleva a la pérdida de apoyo al proyecto de ley en la comunidad empresarial.

## Propuesta legislativa actual
Después de la elección presidencial de 2012 en Estados Unidos, el presidente Obama reiteró su deseo de que la reforma de inmigración, diciendo que "ha llegado el momento de que el sentido común, la reforma integral de la inmigración." Un grupo bipartidista de senadores interesados en la reforma migratoria comenzó a reunirse para discutir el tema después de la elección. Se pasó de un seis a ocho miembros iniciales y se le ha dado el nombre de "Banda de los Ocho". Los senadores de este grupo son Marco Rubio, John McCain, Lindsey Graham, Jeff Flake, Dick Durbin, Robert Menéndez, Chuck Schumer, y Michael Bennet.
Los representantes de los empresarios y los trabajadores han negociado los términos de un programa de trabajadores temporales para el intento actual de un proyecto de ley integral de inmigración. La Cámara de Comercio de EE.UU., que representa a muchos intereses comerciales estadounidenses, y la AFL-CIO, la mayor federación de naciones de los sindicatos, han llevado a cabo las negociaciones en curso. Estos dos grupos publicaron un anuncio declaración conjunta tres puntos de acuerdo con respecto a cualquier programa de trabajadores el 21 de febrero de 2013.
- Los trabajadores estadounidenses deben tener prioridad para los empleos disponibles.
- Las empresas estadounidenses deben poder contratar a trabajadores extranjeros ", sin tener que pasar por un proceso engorroso e ineficiente."
- El sistema debe ser más transparente y precisa mediante la creación de una "oficina de profesional" para informar sobre las necesidades de mano de obra en los Estados Unidos.

Después de las conversaciones continuas, se anunció extraoficialmente a finales de marzo que los grupos de trabajo y de negocios han llegado a un acuerdo sobre las condiciones de un programa de trabajadores invitados. La legislación fue introducida en el Senado el 17 de abril 2013, el senador Chuck Schumer como la seguridad fronteriza, las oportunidades económicas, y la Ley de Modernización de Inmigración de 2013.

### La seguridad fronteriza, las oportunidades económicas y la Ley de Modernización de la Inmigración de 2013
El proyecto de ley crearía una nueva clase de W-visas para trabajadores temporales de baja cualificación, así como una nueva agencia, la Oficina de Inmigración e Investigación de Mercados, para establecer límites anuales en materia de visados y el seguimiento del programa. El W-visa permite a los trabajadores extranjeros para entrar en los Estados Unidos a trabajar por un "empresario social" en una "posición social". Un empleador registrado debe pagar una tasa a la Oficina y presentar la documentación para probar su estatus legal. Un empleador no puede ser registrado si ha sido encontrado en violación de la ley de salario mínimo o las horas extras, o ha sido citado por la violación de las disposiciones laborales de OSHA o el niño que resultó en lesiones graves o la muerte en los tres años anteriores a la solicitud. Empleadores registrados deberán presentar información acerca de todas las posiciones que desee hacer registrado y con derecho a un soporte de W-visa.
El salario que se paga a los tenedores de W-visa debe ser el salario que se paga a otros empleados que ocupan puestos similares o el salario prevaleciente para esa posición en la zona, lo que sea mayor. Este había sido un punto de desacuerdo en las negociaciones anteriores, la Cámara de Comercio quería ponerlo en el salario mínimo federal, mientras que la AFL-CIO quería que fuera "índice de la mediana salarial."
De acuerdo con el comunicado conjunto emitido por la AFL-CIO y la Cámara de Comercio, los titulares de W-visa no pueden ser contratados si hay trabajadores estadounidenses dispuestos a tomar la posición. Tampoco pueden ser contratados para ocupar el lugar de los trabajadores de Estados Unidos que están en huelga o no involucrados en un conflicto laboral, o si el desempleo es superior al 8,5% en el área local.
Titulares W-visado tendrán derecho a los mismos derechos laborales que un trabajador EE.UU. empleado en una posición similar sería. No pueden también ser tratados como contratistas independientes. Además, tienen derecho a la protección contra la intimidación, las amenazas, el acoso y cualquier otro tipo de discriminación que pueda resultar de la titular de la W-visa alegando violaciones de las condiciones de empleo o de cooperar en una investigación de tales violaciones por parte del empleador. Ellos tampoco serán obligados a permanecer en la misma empresa durante toda su estancia, pero tienen que salir del país si está desempleado desde hace más de 60 días consecutivos.
W-visas permitirá a los extranjeros que ingresen al país por tres años para trabajar y para renovar una vez por un período adicional de tres años. Pueden traer a su cónyuge e hijos menores de edad con ellos. El número de visas emitidas es un compromiso entre la Cámara de Comercios deseo inicial de 400.000 visas a emitir anualmente y la AFL-CIO posición inicial de 10.000 visas anuales. Llegaron a un acuerdo para que el número de visas comenzará a las 20.000 en el primer año, aumentando a 35.000 en el segundo año, 55 000 el tercer año, y 75.000 el cuarto año. Más allá de eso, el número de visas se limitará, salvo en circunstancias especiales, y el número exacto será determinado por la Oficina de Inmigración e Investigación de Mercados.

## Controversia

### Apoyo
El programa de trabajadores invitados propuesto con el apoyo de varios grupos, entre ellos la Cámara de Comercio de EE.UU., la Federación Estadounidense del Trabajo y Congreso de Organizaciones Industriales y de Servicios de Ciudadanía e Inmigración. Estos grupos han abogado por un nuevo programa de trabajadores temporales que satisfaga sus intereses. Las personas también han testificado en audiencias del Congreso sobre el papel de los trabajadores invitados de menor calificación en la economía moderna, abogando por la necesidad de un programa de trabajadores temporales, sobre todo debido a la escasez de mano de obra en los Estados Unidos. Los defensores de un programa de trabajadores señalan varios beneficios tales programas podrían tener para las partes involucradas.

#### Beneficios para los trabajadores
Muchos estudiosos citan los beneficios económicos a los trabajadores migrantes como el principal beneficio que reciben por participar en programas de trabajadores huéspedes. Los participantes en el Programa Bracero ganaron más tiempo trabajando en los Estados Unidos de lo que hubiera sido capaz de ganar en México. Esto es particularmente cierto en la industria agrícola, que alberga un gran número de trabajadores migrantes a través del programa de visas H-2A. Obreros de la fruta y verdura EE.UU. industria de la agricultura pueden hacer diez a catorce veces la cantidad que lo harían en México. Aunque las condiciones de trabajo deficientes han sido un problema para los trabajadores migrantes, programas formales de trabajadores invitados "ha la posibilidad de mejorar considerablemente las normas de derechos humanos." Los programas de trabajadores huéspedes también permiten a los trabajadores migrantes a cruzar legalmente y de forma segura la frontera.

#### Economía estadounidense
Los expertos han argumentado que un programa de trabajadores huéspedes es necesario que los empresarios estadounidenses para compensar la escasez de mano de obra dentro de los Estados Unidos, particularmente en "el trabajo agrícola o de servicios de carácter temporal o estacional." Programas de trabajadores invitados pueden "promover un mercado agrícola saludable en los EE.UU." manteniendo niveles de oferta, los precios para los consumidores hacia abajo, y los salarios de los trabajadores hacia abajo. También se ha argumentado que los programas de trabajadores pueden ayudar a controlar la inmigración. En 2009, más del 80 por ciento de los trabajadores agrícolas en los Estados Unidos no tenía la debida documentación legal necesaria para el empleo. Los programas de trabajadores huéspedes pueden ayudar a reducir los trabajadores indocumentados al permitir que el Servicio de Inmigración y Naturalización para "Secur la cooperación de los productores que contratan trabajadores ilegales."

#### Economía mexicana
Los estudiosos sugieren que un programa de trabajadores invitados también tiene el potencial de ser beneficiosa para los países proveedores de mano de obra mediante la reducción de la pobreza. En un estudio de los efectos del Programa Bracero, Ministerio de Trabajo y Previsión Social de México encontró que más del 96 por ciento de los trabajadores había enviado dinero a sus familias en México. Esto no sólo tiene el potencial de reducir la pobreza de las familias, sino que también puede estimular la economía mexicana. Un análisis más detallado del Programa Bracero reveló que el envío de trabajadores a Estados Unidos alivió la presión sobre los recursos de México y ayudó a combatir el desempleo nacional, alentando a los ciudadanos a buscar trabajo en el extranjero.

### Crítica
Existe un consenso entre los expertos legales que América los programas de trabajadores han tenido consecuencias negativas no deseadas. Desde la creación del Programa Bracero, los programas de trabajadores de Estados Unidos han sido acusados de crear condiciones de trabajo abusivas, la retención de los pagos, la reducción de los salarios de los trabajadores agrícolas nacionales, y proporcionar los incentivos adecuados para que los trabajadores regresen a sus países de origen. Muchas asociaciones comerciales, como los Constructores y Contratistas Asociados y la Asociación Nacional de Contratistas Eléctricos, se oponen a los programas de trabajadores debido a sus consecuencias económicas, mientras que los grupos de trabajo, como la Unión Internacional de Obreros de Norte América, United Food and Commercial Workers International Union, y la International Brotherhood of Boilermakers, son sensibles a la historia de la American programa de trabajadores invitados de violaciones de derechos.

#### Derechos Civiles
Los expertos afirman que la falta de regulación gubernamental, que dio los productores estadounidenses más influencia sobre la contratación y el empleo de trabajadores extranjeros, crea una oportunidad para la corrupción y el abuso tradicionalmente vinculada al Programa Bracero y sentó un precedente de las prácticas poco éticas de los siguientes programas de trabajadores huéspedes . Otros añaden que la falta de participación de los gobiernos, tanto por los Estados Unidos y el país de residencia de los trabajadores extranjeros es el culpable de la prevalencia de retención de pago. La investigación sugiere que los trabajadores invitados están más dispuestos a soportar ambientes abusivos y los bajos salarios, independientemente de los derechos laborales que se dan en los programas de visas, debido a su incapacidad para cambiar los empleadores y la falta de redes de seguridad social. Violaciones de derechos laborales en el marco del actual programa de trabajadores invitados se alegan para incluir a los trabajadores amenazan con asalto y los trabajadores de listas negras que denuncien actividades ilegales, amenazando la integridad física de los empleados familias, y que requieren horas de trabajo inhumanas. Programas Américas han sido criticados por no mejorar las condiciones de trabajo. Refiriéndose al programa de trabajadores huéspedes en Estados Unidos, ex de Medios y Arbitrios Charles Rangel, presidente del Comité, comentó: "Este programa de trabajadores huéspedes lo más parecido Ive jamás visto a la esclavitud."

#### Inmigración Ilegal
Americas programas de trabajadores han sido criticados por no abordar adecuadamente la cuestión de los inmigrantes persistentes. Los expertos sugieren que el traslado de los sitios de reclutamiento de las ciudades pobladas de las zonas menos pobladas alienta los migrantes para entrar ilegalmente en los EE.UU. si fueran rechazados en la oficina de reclutamiento para compensar el coste económico de los viajes. Esta práctica puede deprimir aún más los salarios y complicar el proceso de contratación mediante el aumento de la inmigración ilegal. Para mitigar disminuciones salariales inherentes, el programa de trabajadores invitados actual Américas establece un precio mínimo para los salarios de trabajadores huéspedes registrados. Los expertos se muestran escépticos de este enfoque, ya que puede desalentar el uso de trabajadores extranjeros legales, lo que los productores de emplear más baratos, los trabajadores indocumentados.

#### Eficacia
La eficacia de los programas de trabajadores ha sido una fuente de desacuerdo entre los estudiosos. Cuentas de los empleadores agrícolas pretenden que la mayoría de los empresarios no utilizan el programa para reclutar trabajadores. Un artículo reciente en el diario Los Angeles Times informó que el 6% de los trabajadores agrícolas son empleados a través de H-2A Visas y que los trabajadores indocumentados representan la mayor parte del trabajo agrícola. Un artículo publicado por Florida agricultores Incorporated informó igualmente bajos niveles de participación de los productores de cítricos de Florida, y sugirió que el actual programa de trabajadores huéspedes es impopular debido a la complicada, costosa y consume tiempo de proceso de la adquisición de visas H-2A.
El éxito del sistema de trabajador migrante actual aún no ha sido completamente evaluado. Los que han intentado calcular y predecir el éxito de los programas de trabajadores han encontrado que el proceso es muy especulativo. En un análisis del programa de trabajadores de los Estados Unidos, experto legal Aili Palmunen escribió, "es difícil, si no imposible, dar una estimación concreta de la que van a participar en este programa."

## Fuera de los Estados Unidos
Países fuera de los Estados Unidos que se han utilizado programas de trabajadores huéspedes en el pasado o que actualmente tienen programas en marcha son Singapur, Canadá, Taiwán, el norte y los países de Europa Occidental, incluyendo Alemania, Austria, Bélgica, Dinamarca, Francia, Alemania, Luxemburgo, Países Bajos, Noruega, Suecia, Suiza y el Reino Unido y los países del este de Europa, como Checoslovaquia, Bulgaria, Hungría y Polonia.
El Programa Canadiense de Trabajadores Agrícolas Temporales Mexicanos, se inició en 1974, es un acuerdo bilateral entre Canadá y México. Aunque es similar al Programa Bracero en que utiliza trabajadores mexicanos temporales para cubrir la escasez de mano de obra, el Programa Canadiense difiere en sus proporcionadas trabajo y de vida, las prácticas de contratación más burocráticos, y el tamaño más pequeño. La Secretaría de Trabajo los trabajadores reclutas y negocia los salarios con los Recursos Humanos de Canadá. Los agricultores están obligados a ofrecer a los trabajadores un mínimo de 240 horas de trabajo durante seis semanas, proporcionar vivienda autorizada libre e instalaciones para cocinar, y pagar el más alto del mínimo o prevaleciente salario dado a los canadienses que realizan el mismo trabajo. Mayoría de los trabajadores mexicanos son hombres, casados, y más de 25 años de edad, que dejan atrás a sus familias en México, su estancia media en Canadá es de cuatro meses.
En 1990, Taiwán presentó un programa de trabajadores formales que permitió la importación de trabajadores de Tailandia, Filipinas e Indonesia, con visas de un año. En virtud de la Ley de Servicios de Empleo de 1992, se permitió a los trabajadores invitados temporales de estos países para trabajar en la industria manufacturera de Taiwán, la construcción y los servicios. Como un mecanismo de protección para los trabajadores locales, el gobierno de Taiwán ha establecido cuotas para el porcentaje de trabajadores extranjeros que cada sector de la industria se le permite contratar.
En respuesta a las pérdidas físicas y de capital en tiempo de guerra, Alemania el entonces West importó trabajadores invitados después del final de la Segunda Guerra Mundial para acelerar el proceso de reconstrucción de la posguerra. La Oficina Federal del Trabajo contrató trabajadores poco calificados y semi-calificados de los países mediterráneos, el acuerdo bilateral inicial fue con Italia, el programa se amplió para incluir a Grecia, Turquía, Marruecos, Portugal, Túnez y Yugoslavia. Los trabajadores fueron obligados a obtener un permiso de residencia y un permiso de trabajo, que se concede por períodos de tiempo limitados y es válido únicamente para ciertas industrias. De los países que suministran mano de obra, los reclutas procedentes de Turquía representaron la porción más grande, aproximadamente 750.000 turcos entraron en el país entre 1961-1972. El programa llegó a su fin en 1973.